# Pablo Vaca
Pablo Vaca Justiniano (ur. 31 maja 2002 w Santa Cruz) – boliwijski piłkarz występujący na pozycji defensywnego pomocnika lub środkowego obrońcy, reprezentant Boliwii, od 2022 roku zawodnik Always Ready.